# Эскудеро, Серхио Ариэль
Серхио Ариэль Эскудеро (яп. エスクデロ・セルヒオ, исп. Sergio Ariel Escudero; 1 сентября 1988, Гранада, Испания) — натурализованный японский футболист, полузащитник и нападающий клуба «Норт Джилонг Уорриорс».

## Ранние годы
Родители Эскудеро были аргентинцами испанского происхождения. Серхио родился в Испании и таким образом имел двойное аргентинское и испанское гражданство. В 2007 году он автоматически получил японское гражданство в результате натурализации отца. Серхио является двоюродным братом Дамиана Эскудеро и племянником Освальдо Эскудеро.
Когда Эскудеро было три года, он переехал в Японию, где работал его отец. Там же начал заниматься футболом. После пяти лет жизни в Японии он переехал в Аргентину, где начал свою карьеру с молодёжным составом «Велес Сарсфилд», в этом клубе играл его отец и дядя Освальдо. Затем он был вызван в тренировочный лагерь сборной Аргентины U-15.

## Карьера

### Япония
В 2001 году Эскудеро вернулся в Японию и присоединился к молодёжному составу «Касива Рейсол» из Тибы, а затем перешёл в «Урава Ред Даймондс» из Сайтамы. Он забил много голов в матчах молодёжной лиги и в 2005 году подписал профессиональный контракт с «Уравой». Играя на позиции нападающего, Эскудеро дебютировал в профессиональном футболе 15 апреля 2005 года в матче против «Альбирекс Ниигата» в возрасте 16 лет 8 месяцев и 21 дней, он стал вторым самым молодым игроком J-Лиги после Такаюки Моримото. В 2006 году в нём был заинтересован немецкий клуб «Штутгарт», но «Урава» отказалась продать его.
11 июня 2007 года он получил японское гражданство и, следовательно, у него был шанс сыграть за сборную Японии на молодёжном чемпионате мира 2007 года в Канаде. Однако он не смог сыграть на турнире, так как окончательная заявка сборной была представлена ещё до того, как он стал гражданином Японии. В мае 2008 года он присоединился к молодёжной сборной, которая играла на Турнире в Тулоне 2008 года, он забил гол в ворота сборной Кот-д’Ивуара.

### Карьера за рубежом
17 июля 2012 года Эскудеро присоединился к южнокорейскому клубу «Сеул» в рамках шестимесячной аренды. Он получил 26-й номер и забил свой дебютный гол 21 июля. По итогам сезона он забил 4 гола и отдал 3 результативные передачи. В декабре «Сеул» выкупил его контракт. 26 октября 2013 года он забил первый гол и ассистировал Деяну Дамьяновичу в финале Лиги чемпионов АФК 2013 против китайского гранда «Гуанчжоу Эвергранд». Матч завершился вничью 2:2, но во втором раунде после ничьи 1:1 китайский клуб выиграл по голам выезда. Болельщики признали Эскудеро лучшим игроком первого матча.
25 февраля 2015 года Эскудеро подписал двухлетний контракт с китайским клубом «Цзянсу Сайнти».